# ProQuad vakcina
ProQuad je polivalentna vakcina namenjena za aktivnu imunizaciju i sprečavanje epidemičnih javljanja malih boginja, zaušaka, rubeole i varičele kod dece uzrasta od 12 meseci do 12 godina.

## Registracija leka
Lek je odobren centralizovanim postupkom davanja odobrenja za stavljanje u promet za sve zemlje članice Evropske unije na osnovu stručne ocene Evropske agencije za lekove (EMA).
Registracija leka odobrena je između ostalog i na osnovu sprovedenih studija sa ProQuard vakcinom među kojima je bila i ona sprovedena na 1.620 dece, koja au prvu dozu primila u 9, 11 i 12 mjesecu života, a drugu tri meseca kasnije. Studija jde ispitala i potvrdila sposobnost vakcine da izazove imunski odgovor u ovim starosnim grupama.

## Mehanizam dejstvavakcine
Ova vakcina nakon primene indukuju sveobuhvatan imunski odgovor tako što "podučavaju imunološki sistem (prirodnu odbranu tela) kako da se zaštiti od bolesti. ProQuad sadrži atenuirane tipove virusa koji uzrokuju male boginje, zauške, rubeolu i varičeli. Kada se vakcina primeni, imuni sistem prepoznaje inaktivirane viruse kao "strana tela" i proizvodi zaštitu od njih. Ovo kasnije omogućava imunskom sistemu da reaguje brže i efikasnije nakon ponovljene izloženosti virusima. ProQuad pored antitela može da indukuju i ćelijski odgovor koji uključuje i citotoksične T-ćelije. Takođe, imunitet koji ostavlja ova vakcina je dugotrajan.

## Način primenevakcine
je polivalentna vakcina protiv malih boginja, zaušaka, rubeole i varicele, za upotrebu je dostupna kao prašak i rastvarač koji se pre davanja međusobno mešaju u suspenziju za injekciju u količini od 0,5 ml. Aktivne supstancu leka čine oslabljeni (atenuisani) virusi navedenih bolesti.
Vakcina se injektira u mišić ili ispod kože, poželjno u butinu kod mlađe dece i u ramenskom delu kod starije dece i odraslih. Ispod kože primenjuju se kod pacijenata sa niskim nivoom trombocita u krvi ili drugim poremećajima krvarenja, jer mogu izazvati krvarenje ako se vakcina injektira u mišić.
Vakcine iz ove grupe najčešće se daju u jednoj ili dve doze deci starijoj od 12 do 23 meseca koja nisu prethodno vakcinisana protiv malih boginja, zaušaka, rubeole ili varicele, niti su imala u ličnoj anamnezi infekciju, povezanu sa groznicom i febrilnim napadima 5 do 12 dana nakon vakcinacije. 
Prilikom davanja ProQuad vakcine treba biti oprezan ako se ona daje deci sa anamnezom povrede mozga ili epileptičnim napadima ili bilo kojim drugim stanjima u kojima se treba izbeći pojavu groznice (anafilaksija zbog preosetljivost na jaja, trombocitopenija i slično).
Nakon primene vakcine treba izvesno vrem (3 meseca) izbevati kontakt sa obolelima i prema potrebi koristiti salicilate 6 nedelja nakon vakcinacije. 
Najmanje 3 meseca nakon transfuzije krvi ili plazme ili primene imunoloških globulina (IG), ne sme se primeniti ProQuad vakcina.

## Kontraindikacije
Vakcina je kontraindikovana kod pojedinaca sa bilo kojim od sledećih poremećaja: 
- istorija anafilaktičke reakcije na neomicin ili preosjetljivost na želatin ili bilo koju drugu komponentu vakcine;
- primarna ili stečena stanja imunodeficijencije;
- porodična istorija kongenitalne ili nasleđene imunodeficijencije;
- imunosupresivna terapija;
- aktivna nezalečena tuberkuloza,
- febrilne bolest (sa telesnom temperaturom > 38,5°C);
- trudnoća.[3]

## Neželjena dejstva
Najčešći neželjena dejstva, prijavljeni kod ≥5% ispitanika, nakon vakcinacije ProQuad vakcinom bila su:
- reakcije na mestu inekcije (bol, eritem i otok);
- groznica;
- razdražljivost.

Sistemski neželjeni događaji povezani sa vakcijom, značajno su učestaliji kod primaoca ProQuad vakcine nego kod primaoca komponentnih vakcina koji su istovremeno primenjivali i druge vakcine, i bili su groznica i osip po koži.

## Skladištenje i rok upotreba
ProQuad vakcina se čuva i transportuje u frižideru (2°C - 8°C) i nesme se zamrzavati.
Čuva se u originalnom pakovanju radi zaštite od svetlosti.
Rok upotrebe bakcine je 18 meseci.
Nakon rekonstitucije, vakcinu treba odmah upotrebiti. Međutim, dokazana je stabilnost vakcine tokom upotrebe tokom 30 minuta aku se čuva na temperaturi između 20°C i 25°C.

## Literatura
- Levy O;  . (2003). „Disseminated varicella infection due to the vaccine strain of varicella-zoster virus, in a patient with a novel deficiency in natural killer T cells”. The Journal of Infectious Diseases. 188 (7): 948—53. PMID 14513412. doi:10.1086/378503.
- Committee on Infectious Diseases, American Academy of Pediatrics. In: Pickering LK, Baker CJ, Overturf GD, et al., eds. Red Book: 2003 Report of the Committee on Infectious Diseases. 26th ed. Elk Grove Village, IL: American Academy of Pediatrics. 419-29, 2003.
- Peltola H;  . (1994). „The elimination of indigenous measles, mumps, and rubella from Finland by a 12-year, two-dose vaccination program”. New England Journal of Medicine. 331 (21): 1397—1402. PMID 7969278. doi:10.1056/NEJM199411243312101.
- Bennetto, L.; Scolding, N. (2004). „Inflammatory/post-infectious encephalomyelitis”. J Neurol Neurosurg Psychiatry. 75.(Suppl 1):i22-8.
- Fenichel, G. M. (1982). „Neurological complications of immunization”. AnnNeurol. 12 (2): 119—28.
- Guess, H. A.;  . „Population-based studies of varicella complications”. Pediatrics. 78.(4 Pt 2):723-727, 1986.
- „Recommendations of the Immunization Practices Advisory Committee (ACIP). Mumps Prevention”. MMWR. 38 (22): 388—392. 1989., 397-400.
- „Rubella vaccination during pregnancy--United States, 1971-1986”. MMWR Morb Mortal Wkly Rep. 36 (28): 457—61. 1987.
- Rynn, L.; Cragan, J.; Correa A. (January 11, 2008). „Update on overall prevalence of major birth defects Atlanta, 1978-2005”. CDC MMWR. 57 (1): 1—5. Проверите вредност парамет(а)ра за датум: |date= (помоћ)
- American College of Obstetricians and Gynecologists Frequently Asked Questions: Miscarriage and Molar Pregnancy, 2011.
- Bohlke K, Galil K, Jackson LA;  . (2003). „Postpartum varicella vaccination: Is the vaccine virus excreted in breast milk”. Obstetrics and Gynecology. 102 (5): 970—977.
- Dolbear GL, Moffat J, Falkner C and Wojtowycz M. A Pilot Study: Is attenuated varicella virus present in breast milk after postpartum immunization? Obstetrics and Gynecology. 101(4 Suppl.):47S-47S, 2003.
- Weibel, R. E.; Carlson Jr, A. J.; Villarejos, V. M.; Buynak, E. B.; McLean, A. A.; Hilleman, M. R. (1980). „Clinical and laboratory studies of combined live measles, mumps, and rubella vaccines using the RA 27/3 rubella virus”. Proc Soc Exp Biol Med. 165 (2): 323—326. PMID 7443721. doi:10.3181/00379727-165-40979.

## Spoljašnje veze
- „Osnovne informacije prozvođača  o ProQuad vakcini” (PDF). Архивирано из оригинала (PDF) 15. 03. 2016. г. — merck.com (језик: енглески)

|  | Molimo Vas, obratite pažnju na važno upozorenje u vezi sa temama iz oblasti medicine (zdravlja). |